# Шугар Сити
Шугар Сити (на английски: Sugar City) е град в окръг Мадисън, щата Айдахо, САЩ. Шугар Сити е с население от 1242 жители (2000) и обща площ от 2 km². Намира се на 1492 m надморска височина. ЗИП кодът му е 83448, а телефонният му код е 208.